# Церква святого апостола Івана Богослова (Хлопівка)
Церква святого апостола Івана Богослова в Хлопівці — парафія і храм греко-католицької громади Гримайлівського деканату Бучацької єпархії Української греко-католицької церкви в селі Хлопівка Чортківського району Тернопільської области.

## Історія церкви
Греко-католицька церква в селі Хлопівка була збудована у 1905—1907 роках. З 1946 по 1989 рік храм був зачинений.
У 1989—1990 роках церкву відкрили у підпорядкуванні РПЦ, і до її відбудови долучилося все село. Однак священник, який там служив, відкрито заявляв, що УГКЦ в Хлопівці не буде. Це спричинило конфесійний розкол: частина громади перейшла до УГКЦ, але більшість, що залишилася православною, не допускала греко-католиків до храму.
Оскільки храм був збудований греко-католиками, їхня громада була готова на почергові богослужіння, проте православні не погодилися. Тому у 2009 році греко-католики вирішили збудувати власний храм святого апостола Івана Богослова. Наразі збудовано нову богослужбову капличку, а будівництво храму триває.
У селі є фігури Божої Матері та могила Борцям за волю України. При парафії діє братство «Матері Божої Неустанної Помочі» з 2007 року.

## Парохи
- о. Дем'янчук (до 1939),
- о. Дмитро Кубаєвич (1939—1946, також в підпіллі),
- о. Євстахій Мацьків,
- о. Михайло Мацьків,
- о. Іван Кикуш (з 2006).